# 史戴門·葛蘭姆
小斯特德曼·格雷厄姆（英語：Stedman Graham Jr.，1951年3月6日—），美國教育家、作家、實業家、演說家與播音員，是美國媒體大亨奧花·雲費的長期事業夥伴與生活伴侶。葛蘭姆與溫弗里於1992年11月曾經訂婚，但最後兩人決定維持「精神結合」（spiritual union）的關係。

## 早年生活
葛蘭姆1951年3月6日出生於新澤西州的懷茲伯勒區，是瑪麗·雅各斯·葛蘭姆（Mary Jacobs Graham）與史戴門·葛蘭姆（Stedman Graham）的兒子，是六個孩子的其中一個。葛蘭姆身高6英尺6英寸（1.98）。1974年，葛蘭姆於哈定-西門斯大學取得社會工作學士學位，1979年於波爾州立大學取得教育碩士學位。於哈定-西門斯大學就讀期間，葛蘭姆曾是學院籃球隊一員

## 從商生涯
葛蘭姆最後搬到了的，並在公共關係界站穩了一席之地。在B & C Associates工作期間，葛蘭姆代表黑人事業，與許多知名的客戶合作過，包含已故美國作家與已故南非前總統纳尔逊·曼德拉前妻、活動家温妮·马迪基泽拉-曼德拉。
他也是伊利諾伊州芝加哥非營利組織AAD〔前身為「運動員反對禁藥組織」（Athletes Against Drugs）〕的創始人，該組織為年輕人提供服務，自1985年以來，獎學金發出總額已逾150萬美元，還安排體育明星為孩童宣導有關藥物濫用的課題。
1988年，葛蘭姆創立了教育行銷與諮詢公司S. Graham & Associates，總部設於芝加哥。

## 私生活
1982年至1985年間，葛蘭姆是WFLD-TV主播羅賓·羅賓森的長期夥伴。
1986年以來，葛蘭姆一直是公眾關注的焦點，最有名的是媒體小報揭露了他與溫弗里的持續關係。葛蘭姆1986年至今一直與溫弗里在一起。

## 外部連結
- Stedman Graham's home page（页面存档备份，存于）
- Stedman Graham's Charity AAD home page （页面存档备份，存于）
- 史戴門·葛蘭姆在互联网电影资料库（IMDb）上的資料（英文）
- Stedman Graham Profile Page （页面存档备份，存于） – Video clip, book listings, speaking topics.
- Stedman Graham's ExecutiveBiz Executive Spotlight Interview – Executive Spotlight Interview
- （页面存档备份，存于） Sally Duros: An interview with Stedman Graham
- Stedman Graham – Who Are You （页面存档备份，存于）
- CNN LARRY KING LIVE Interview With Stedman Graham （页面存档备份，存于）